# Tawera bartrumi
Tawera bartrumi је врста слановодних морских шкољки из рода Tawera, породице Veneridae, тзв, Венерине шкољке.

## Статус
Прихваћен.
Врста је изумрла, познат само фосил.